# هزارویک شب گالان

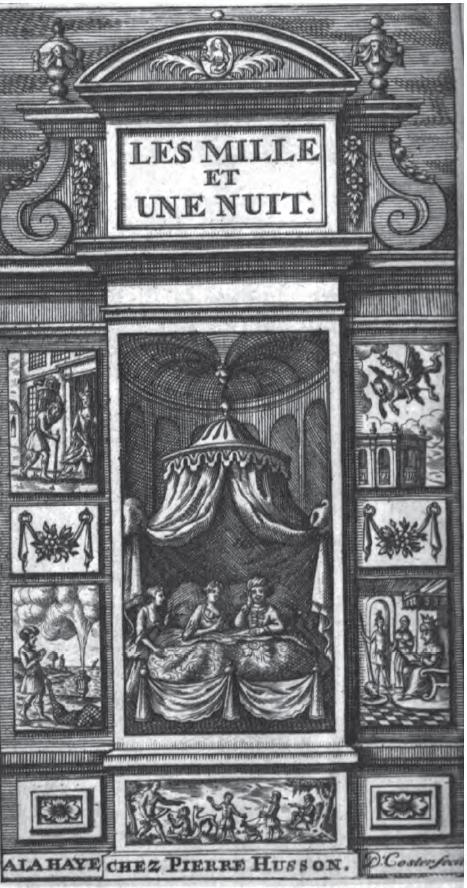
تصویر از دیوید کاستر (۱۷۵۲–۱۶۸۶)

هزارویک شب گالان نخستین ترجمه اروپایی هزار و یک شب است که توسط آنتوان گالان خاورشناس فرانسوی در ۱۲ جلد بین سال‌های ۱۷۰۴ تا ۱۷۱۷ منتشر شد.

## مطالب

### جلد 1
- داستان الاغ، گاو و کارگر
- داستان سگ و گاو
- بازرگان و جن
- داستان اولین پیرمرد و گوزن
- داستان پیرمرد دوم و دو سگ سیاه
- داستان ماهیگیر و جن
- داستان پادشاه یونان و پزشک دوبان
- داستان شوهر و طوطی
- داستان وزیری که مجازات شد
- داستان پادشاه جوان جزایر سیاه
- داستان سه بانوی بغدادی

### جلد ۲
- داستان درویش اول
- داستان درویش دوم
- داستان انسان حسود و او که به او حسادت می‌کرد
- داستان درویش سوم
- داستان زبیده
- داستان امینه

### جلد ۳
- داستان سندباد دربان و سندباد دریانورد
- داستان سفر اول سندباد
- داستان سفر دوم سندباد
- داستان سفر سوم سندباد
- داستان سفر چهارم سندباد
- داستان سفر پنجم سندباد
- داستان سفر ششم سندباد
- داستان سفر هفتم سندباد
- داستان سه سیب
- داستان بانویی که به قتل رسید
- داستان نورالدین علی و پسرش بدرالدین حسن

### جلد ۴
- ادامه داستان نورالدین علی و بدرالدین حسن
- داستان گوژپشت کوچک
- داستان تاجر مسیحی
- داستان تامین کننده کاسگار
- داستان پزشک یهودی
- داستان خیاط

### جلد ۵
- ادامه داستان خیاط
- داستان آرایشگر
- داستان برادر بزرگتر آرایشگر
- داستان برادر دوم آرایشگر
- داستان برادر سوم آرایشگر
- داستان چهارمین برادر آرایشگر
- داستان پنجمین برادر آرایشگر
- داستان ششمین برادر آرایشگر
- داستان ابوالحسن علی ابن بکار و شمس‌النهار

### جلد ۶
- ادامه داستان شاهزاده خانم چین
- داستان مرزوان با ادامه قمرالزمان
- داستان جدایی شاهزاده قمرالزمان از شاهدخت بادورا
- داستان شاهدخت بدورا پس از جدایی از شاهزاده قمرالزمان
- ادامه داستان شاهزاده قمرالزمان، از زمان جدایی‌اش از شاهدخت بادورا
- داستان شاهزادگان امگراد و اسد
- داستان شاهزاده اسد در بدو ورود به شهر آتش‌پرست‌ها
- داستان شاهزاده امگراد و بانویی از شهر مغ
- ادامه داستان شاهزاده اسد

### جلد ۷
- داستان نورالدین و ایرانی عادل
- داستان بدر، شاهزاده ایرانی، و جیاهوره، شاهزاده پادشاهی سمندال

### جلد ۸
- داستان گانم، پسر ابو ایوب، و با نام خانوادگی برده عشق
- داستان شاهزاده زین آلاسنام و پادشاه نوابغ
- داستان کوداداد و برادرانش
- داستان شاهزاده خانم دریابار

### جلد ۹
- داستان خواب بیدار
- داستان علاءالدین و چراغ جادو

### جلد ۱۰
- ادامه داستان علاءالدین و چراغ جادو
- داستان ماجراهای خلیفه هارون الراشید
- داستان گدای نابینا
- داستان سیدی نومان
- داستان کوجیا حسن الحبابال

### جلد ۱۱
- داستان علی‌‌بابا و چهل دزد
- داستان علی کوجیا تاجر بغدادی
- داستان اسب آبنوس

### جلد ۱۲
- داستان شاهزاده احمد و پری‌بانو
- داستان خواهرانی که به خواهر خود حسادت می‌کردند